# 宮本佳明
宮本 佳明（みやもと かつひろ、1961年（昭和36年）2月9日 - ）は、日本の建築家。宮本佳明建築設計事務所代表。早稲田大学創造理工学部建築学科教授。

## 略歴
- 1961年　兵庫県宝塚市生まれ
- 1979年　甲陽学院高校卒業
- 1984年　東京大学工学部建築学科卒業
- 1987年　同大学大学院工学系研究科建築学専攻修士課程修了
- 1988年　アトリエ第5建築界設立
- 1995年　大阪芸術大学建築学科専任講師
- 1999年　大阪芸術大学建築学科助教授
- 2002年　宮本佳明建築設計事務所に改組
- 2005年　大阪芸術大学環境デザイン学科助教授
- 2007年　博士(工学）（東京大学)
- 2008年　大阪市立大学大学院工学研究科兼都市研究プラザ教授[2]
- 2021年　大阪市立大学名誉教授
- 2021年　早稲田大学理工学術院創造理工学部建築学科教授[3]

## 主な作品
- 1992年　Open-Air Kindergarten - 宝塚市
- 1995年　家族文化アパートメント「愛田荘」 - 宝塚市
- 1997年　「ゼンカイ」ハウス - 宝塚市
- 1999年　SH@64 - 西宮市
- 2000年　ヒ - 神戸市
- 2001年　苦楽園 - 西宮市
- 2002年　スガルカラハフ - 大東市
- 2003年　S。H。 - 宝塚市
- 2006年　SHIP - 西宮市
- 2006年　クローバーハウス - 西宮市
- 2007年　「ハンカイ」ハウス - 明石市
- 2009年　澄心寺庫裏 - 長野県
- 2010年　bird house - 愛知県
- 2013年　真福寺客殿 - 長野県
- 2014年　香林寺ファサード改修 - 東京都
- 2017年　御船町甘木・玉虫仮設団地 みんなの家 - 熊本県
- 2020年　大阪市立大学工学部 F 棟ピロティ実験室増築工事（上坂設計、YAP（山口陽登）と協働） - 大阪府
- 2021年　上郡町立認定こども園 - 兵庫県
- 2022年　常泉寺新位牌堂 - 長野県

## 主な受賞歴
- 1996年　第6回ヴェネツィア・ビエンナーレ建築展金獅子賞　（磯崎新、石山修武、宮本隆司と共同）[4]
- 1998年　JCDデザイン賞ジャン・ヌーベル賞、JIA新人賞（「ゼンカイ」ハウス）
- 2007年　日本建築家協会賞、大阪建築コンクール 大阪府知事賞（クローバーハウス）[5]
- 2008年　JCDデザイン賞金賞（「ハンカイ」ハウス）
- 2009年　大阪建築コンクール 大阪府知事賞 特別賞（「ハンカイ」ハウス）
- 2011年　日本建築学会作品選奨（澄心寺庫裏）[6]
- 2012年　第20回愛知まちなみ建築賞 大賞[7]（bird house)
- 2016年　歯科医院デザインアワード2016 グランプリ（tooth)
- 2024年　芸術選奨文部科学大臣賞[8]
- 2024年　大隈記念学術褒賞記念賞

## 著書

### 単著
- 2006年　「ゼンカイ」ハウスがうまれたとき」王国社[9]
- 2007年　「ケンチク模型。宮本流」彰国社[10]
- 2007年　「環境ノイズを読み、風景をつくる。 」彰国社[11]

### 作品集
- 2010年　「Grown 」フリックスタジオ[12]
- 2012年　「Katsuhiro Miyamoto 」Libria
- 2016年　「Katsuhiro Miyamoto & Associates」Nemo Factory[13]
- 2024年　「宮本佳明　建築団地」フリックスタジオ[14]

1. ↑  https://www.arch.waseda.ac.jp/wa/5490
2. ↑  “宮本 佳明”. KAKEN. 2022年1月19日閲覧。
3. ↑  建築学科/建築学専攻, 早稲田大学創造理工学部・研究科. “新任教員のご紹介（宮本佳明教授、吉中進教授、伯耆原智世講師）”. 早稲田大学創造理工学部・研究科 建築学科/建築学専攻. 2022年1月19日閲覧。
4. ↑  国際交流基金 ヴェネチア・ビエンナーレ日本館公式サイト https://venezia-biennale-japan.jpf.go.jp/j/architecture/1996
5. ↑  “2007年度一覧｜日本建築大賞・日本建築家協会賞｜JIAの建築賞｜JIA 公益社団法人日本建築家協会”. www.jia.or.jp. 2022年1月19日閲覧。
6. ↑  “2012学会各賞 | 日本建築学会”. www.aij.or.jp. 2022年1月19日閲覧。
7. ↑  “第20回愛知まちなみ建築賞の受賞作品について - 愛知県”. www.pref.aichi.jp. 2022年1月19日閲覧。
8. ↑  令和5年度（第74回）芸術選奨文部科学大臣賞及び同新人賞の決定について
9. ↑  Miyamoto, Katsuhiro; 宮本佳明 (2006). "Zenkai hausu" ga umareta toki. Matsudo: Ōkokusha. ISBN 4-86073-032-1. OCLC 71757584
10. ↑   Kenchiku mokei miyamotoryū. Katsuhiro Miyamoto, 佳明 宮本. Tōkyō: Shōkokusha. (2007). ISBN 978-4-395-00901-5. OCLC 676256458
11. ↑   Kankyō noizu o yomi fūkei o tsukuru. Katsuhiro Miyamoto, 佳明 宮本. Tōkyō: Shōkokusha. (2007). ISBN 978-4-395-24005-0. OCLC 676067255
12. ↑  “Grown | flick studio”. 2022年1月19日閲覧。
13. ↑  Miyamoto, Katsuhiro (2016). Katsuhiro Miyamoto & Associates. Gyeonggi-do, Korea. ISBN 979-11-956786-6-2. OCLC 965480626
14. ↑  宮本佳明（和英）『宮本佳明 建築団地』フリックスタジオ、2024年5月27日。ISBN 978-4-904894-61-3。